# Бачки-Ярак
Бачки-Ярак (серб. Бачки Јарак) — город в Сербии, в автономном крае Воеводина, в Южно-Бачском округе, в общине Темерин.

## История
Впервые упоминается в 1267 году, но современный город был основан и заселён немцами в 1787 году (до этого здесь была незаселённая территория). В конце Второй мировой войны немецкое население покинуло Бачки-Ярак, а их место заняли переселенцы из Боснии и Герцеговины.

## Население
В городе живёт 4838 совершеннолетних, средний возраст населения — 38,7 лет (37,8 — мужчины и 39,6 — женщины). В городе 1967 домохозяйств, среднее число членов в которых — 3,06.
97 % населения составляют сербы.